# نوزادماهی
نوزادماهی (نام علمی: Schindleria) نام یک سرده از راسته سوف‌ماهی‌سانان است.